# Sarcophaga hozawai
Sarcophaga hozawai är en tvåvingeart som beskrevs av Hori 1954. Sarcophaga hozawai ingår i släktet Sarcophaga och familjen köttflugor. Inga underarter finns listade i Catalogue of Life.